# Kotělnyj
Kotělnyj (rusky Остров Котельный, jakutsky Олгуйдаах арыы), někdy též Kotelnyj nebo ostrov Kotelný je největší z Novosibiřských ostrovů, v jejichž rámci je součástí skupiny Anjouovy ostrovy. Náleží pod správu autonomní republiky Sacha, která je součástí Ruské federace. Má rozlohu 23 200 km² (je čtvrtým největším ostrovem Ruska a 47. největším na světě).

## Geografie
Nejvyšším bodem ostrova je hora Malakatyn-Tas (361 m), nejdelší řekou je Balyktach, dlouhá 205 km. Kotělnyj má velmi drsné klima, průměrná teplota v červenci dosahuje 2,5 °C a v únoru -30,8 °C, rekordní mráz dosahoval -49,9 °C.
Ostrov je pokryt tundrou, deset měsíců v roce je pod sněhem, žijí na něm lední medvědi a polární lišky.

## Obyvatelstvo
Do roku 2016 nebylo na ostrově stálé lidské osídlení, občas ostrov navštěvovaly vědecké výpravy a domorodí lovci.

### Vojenská základna Severnyj Klever
V roce 2014 se na ostrově začala stavět vojenská základna pro zajištění ruských zájmů ve strategicky významné části Arktidy. Vojenská základna Severnyj Klever byla dokončena v roce 2016. Z výšky komplex budov připomíná trojlístek jetele (odtud název základny - klever znamená trojlístek jetele). Barevné řešení fasád administrativního a obytného komplexu je v barvách ruské vlajky. Základna má uzavřený cyklus podpory života, což umožňuje personálu nevycházet ven. Všechny systému jsou propojeny uzavřenými průchody, což ochraňuje obyvatele základny přes nepřízní počasí. Pohyby mezi jednotlivými budovami lze provádět po nadzemních vyhřívaných přechodech.
Areál je určen pro celoroční pobyt více než 250 lidí.
Základna hostí 99. taktickou skupinu Severní flotily. Na základně jsou radiotechnické jednotky, protilodní raketové systémy Bastion, protiletadlové komplety Pancir-S1 a logistické jednotky.

### Letiště Temp
Pro podporu vojenské základny bylo na ostrově postaveno nezpevněné vojenské letiště Temp. 

## Historie
Ostrov objevil objevil ruský lovec Ivan Ljachov v roce 1773. Před jeho příchodem byl ostrov neobydlený, i když tam byly nalezeny stopy návštěv Jukagirů (tyče jurt, smyky). Krátce po Ljachovovi na ostrov dorazil zeměměřič Chvojnov, který na ostrově našel kotlík na vaření, který zde Ljachov zapomněl. Podle prostého kotlíku získal ostrov své jméno.
V minulosti se na ostrově těžily kosti a kly mamutů.
Původně byly v oblasti dva ostrovy, Kotělnyj (11 600 km²) a východně od něj Faddějevskij (5 300 km²). Protože oblast Novosibiřských ostrovů se v důsledku tektonických procesů vynořuje nad hladinu, propojila je časem písčitá plošina, zvaná Bungeho země, vysoká jen šest až osm metrů a při velkých bouřích zaplavovaná. Na starších mapách je ještě možné vidět oba ostrovy zakreslené odděleně.
V 50. letech 20. století vznikly na ostrově dvě rybářsko-lovecké stanice, které ale během několika let zanikly. V 60. letech 20. století byl na ostrově instalován radar protivzdušné obrany, která obsluhovala rota vojáků. V 70. letech 20. století na ostrově vznikla seismologická stanice. V roce 1993 bylo vše zakonzervováno a opuštěno. V roce 2014 na ostrově bylo provedeno velké vojenské cvičení praporu 98. výsadkové divize. Bylo to první podobné cvičení v ruské Arktidě.
V roce 2016 bylo na ostrově zprovozněno vojenské letiště a vojenská základna. 

## Galerie

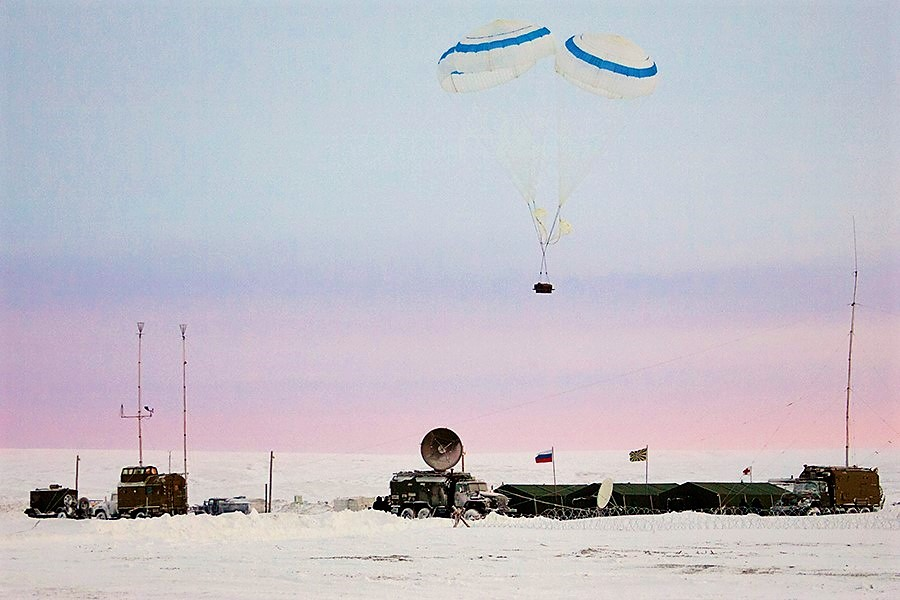
Vojenské letiště Temp
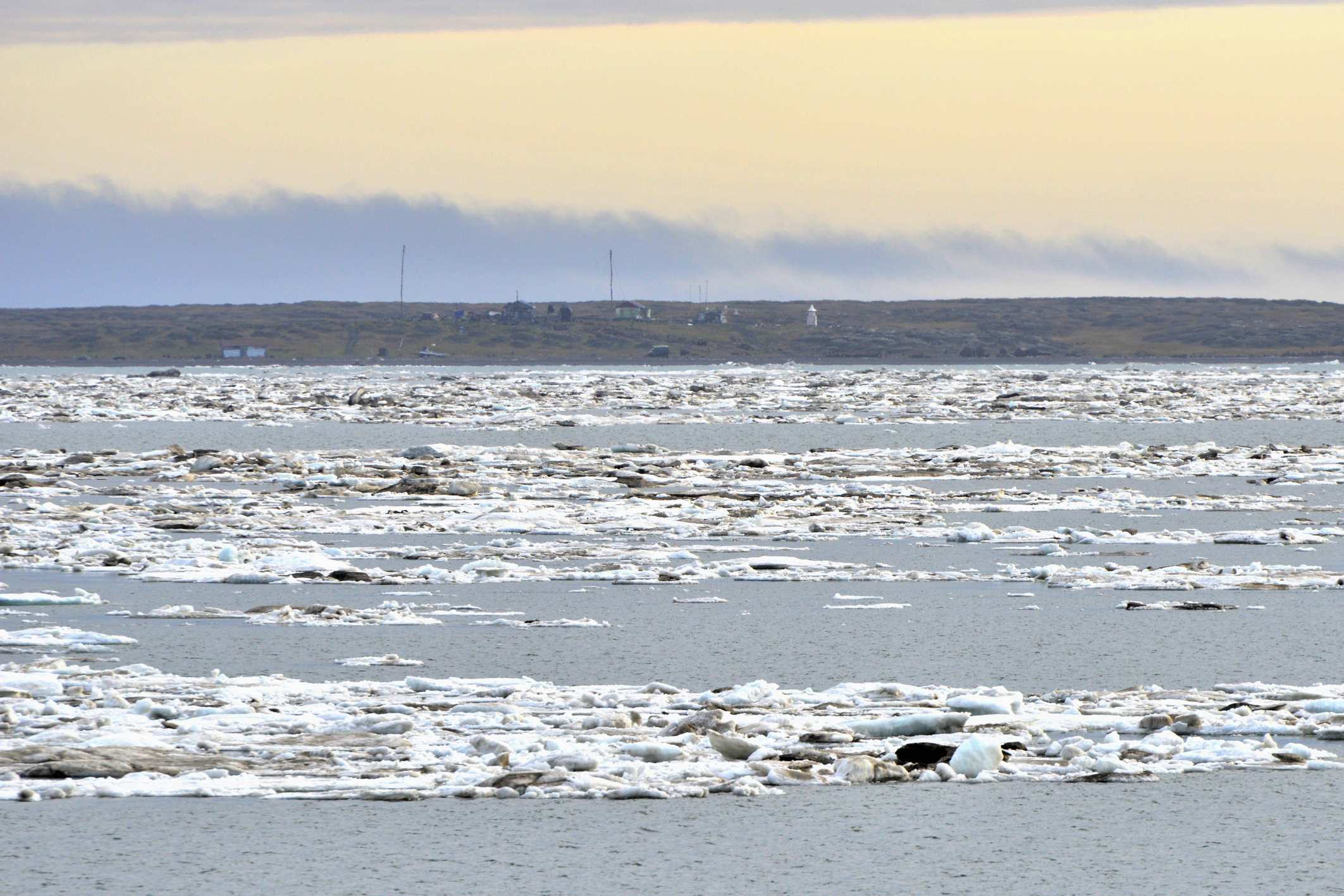
Polární stanice Sannikov
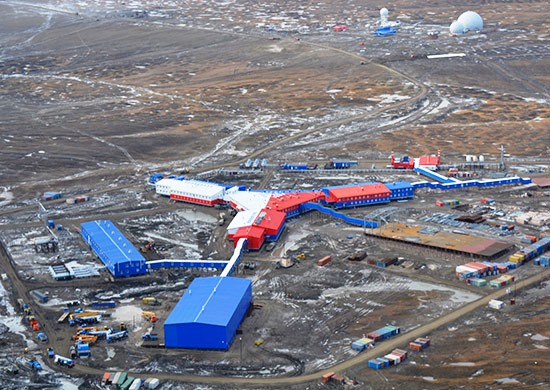
Výstavba vojenské základny Severnyj Klever
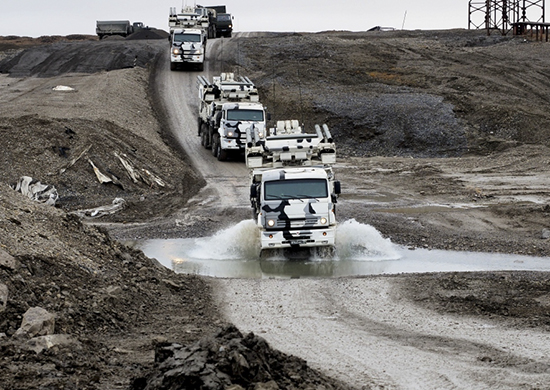
Přesun ruské armády na ostrově
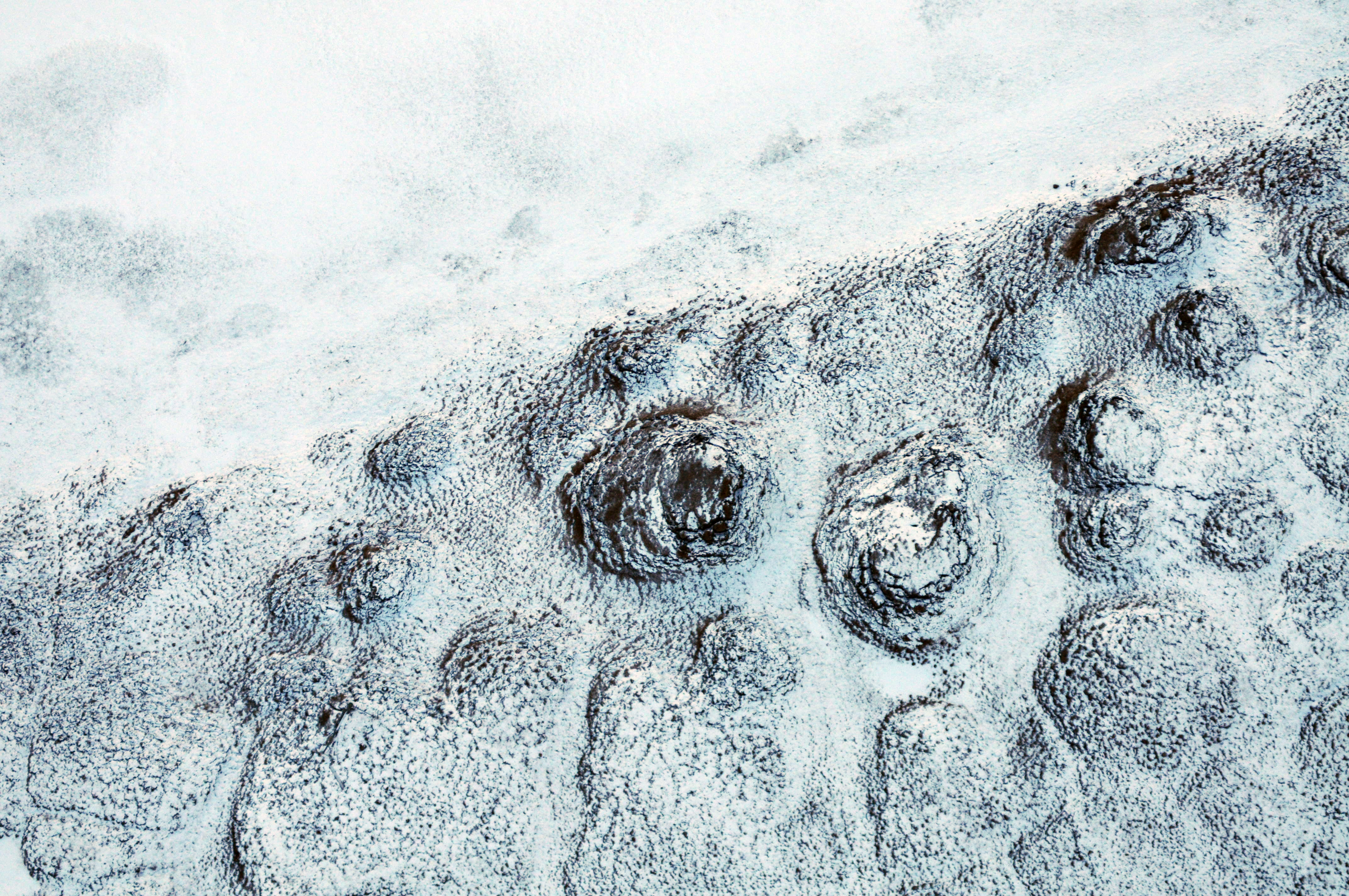
Letecký pohled na pobřeží ostrova